# Manchester School of Anthropology
Die Manchester School of Anthropology ist eine interaktionistische Richtung der britischen Ethnologie (Völkerkunde, auch Sozialanthropologie), die von der Universität Manchester ausging. Zu ihr gehören unter anderem die Wissenschaftler Max Gluckman, J. Clyde Mitchell, Victor Turner und Bruce Kapferer.
Vom Rhodes-Livingstone Institute of Social Research in Lusaka (Nordrhodesien, heute Sambia) aus führten die wichtigsten Vertreter ihre Arbeiten alle im südlichen Afrika, vor allem im heutigen Sambia durch. Sie beschäftigten sich beispielsweise im dortigen Copperbelt („Kupfergürtel“) vor allem mit dem dramatischen sozialen Wandel, der in diesem Revier des Abbaus und der Verhüttung von Kupfer und Kobalt früh deutlich wurde.
Sie übten auch energische Kritik am britischen Kolonialismus und legten einen Grundstock für die Ethnizitätsforschung.
Sie bearbeitete dabei besonders die konfliktsoziologische Ambivalenz von harmonisierendem Ritualismus und konfligierender Interaktion. Konfliktorientiertheit und Prozesshaftigkeit waren somit besondere Akzente ihrer Studien im südlichen Afrika inmitten der britischen Kolonialzeit. Sie vertraten die Ansicht, dass das alte, von Bronisław Malinowski mit geprägte Prinzip des britischen Funktionalismus nicht mehr aufrechtzuerhalten sei, dass nur die Gegenwart zähle und Prozesse und historische Veränderungen als sekundär hintanzustellen seien.
Die Manchester School ging erstmals in der Geschichte der britischen social anthropology (Ethnosoziologie) dazu über, auch überlokale Faktoren (nämlich jene des Kolonialismus) in ihre Studien einzubeziehen, und begann, globale Systeme in ihrer Wechselwirkung mit den lokalen Strukturen zu untersuchen.
Die Bezeichnung Manchester Anthropology beinhaltete früher einmal sowohl die Loyalität zu einer Gruppe als auch zu einer bestimmten Linie, und in den Anfängen sogar zu Max Gluckmans Lieblingsfußballmannschaft Manchester United.